# Phare de Brigand Hill
Le phare de Brigand Hill (en anglais : Brigand Hill Lighthouse) est un phare actif situé sur Brigand Hill (ceb) dans la région de Sangre Grande (île de Trinité), à Trinité et Tobago, en mer des Caraïbes.

## Histoire
Brigand Hill est un haut point situé à 50 km de Port-d'Espagne. Le phare, mis en service en 1958, est situé sur une hauteur à l'est de l'île de Trinité. Il est sur le site d'une grande installation de transmission TV/radio.
Le phare et la tour de communication figurent au registre des sites historiques de Trinité-et-Tobago gérés par le National Trust of Trinidad and Tobago (en) 

## Description
Ce phare  est une tour carrée métallique sur quatre jambes, avec une galerie et une lanterne circulaire de 11 m de haut. Le local technique se trouve sous la lanterne et accessible par un escalier extérieur. La tour est peinte en blanc. Il émet, à une hauteur focale de 141 m, deux premiers flashs blancs, espacés de 3 secondes, et un troisième flash espacé de 12 secondes, par période de 30 secondes. Sa portée est de 20 milles nautiques (environ 37 km).
Identifiant : ARLHS : TRI-001 - Amirauté : J5915 - NGA : 110-16108 .

### Lien connexe
- Liste des phares de Trinité-et-Tobago